# Episodi di Wonder Woman (prima stagione)
La prima stagione della serie televisiva Wonder Woman, composta da 13 episodi, è andata in onda negli Stati Uniti sul canale ABC dal 7 novembre 1975 al 16 febbraio 1977.
In Italia la prima stagione è rimasta parzialmente inedita fino al 2011, quando è stata trasmessa interamente da Fox Retro in lingua originale sottotitolata. Alla fine degli anni settanta, in Italia, venne infatti doppiato e trasmesso da Canale 5 soltanto l'episodio pilota.
| nº             | Titolo originale                        | Titolo italiano                         | Prima TV USA     | Prima TV Italia   |
| -------------- | --------------------------------------- | --------------------------------------- | ---------------- | ----------------- |
| Film TV pilota | The New Original Wonder Woman           | Wonder Woman                            | 7 novembre 1975  | 23 febbraio 1982  |
| 1              | Wonder Woman Meets Baroness Von Gunther | Wonder Woman e la baronessa Von Gunther | 21 aprile 1976   | 24 agosto 2011    |
| 2              | The Nazi Wonder Woman                   | Fausta: la Wonder Woman nazista         | 28 aprile 1976   | 31 agosto 2011    |
| 3              | Beauty on Parade                        | Concorso di bellezza                    | 13 ottobre 1976  | 7 settembre 2011  |
| 4              | The Feminum Mystique (Part 1)           | Wonder Girl (prima parte)               | 6 novembre 1976  | 14 settembre 2011 |
| 5              | The Feminum Mystique (Part 2)           | Wonder Girl (seconda parte)             | 8 novembre 1976  | 21 settembre 2011 |
| 6              | Wonder Woman vs. Gargantua              | Wonder Woman contro Gargantua           | 18 dicembre 1976 | 28 settembre 2011 |
| 7              | The Pluto File                          | Il documento "Plutone"                  | 25 dicembre 1976 | 28 settembre 2011 |
| 8              | Last of the Two Dollar Bills            | Le ultime banconote da due dollari      | 8 gennaio 1977   | 5 ottobre 2011    |
| 9              | Judgment From Outer Space (Part 1)      | Giudizio dallo spazio (prima parte)     | 15 gennaio 1977  | 5 ottobre 2011    |
| 10             | Judgment From Outer Space (Part 2)      | Giudizio dallo spazio (seconda parte)   | 17 gennaio 1977  | 12 ottobre 2011   |
| 11             | Formula 407                             | Formula 407                             | 22 gennaio 1977  | 12 ottobre 2011   |
| 12             | The Bushwackers                         | I guerriglieri                          | 29 gennaio 1977  | 19 ottobre 2011   |
| 13             | Wonder Woman in Hollywood               | Wonder Woman e Wonder Girl a Hollywood  | 16 febbraio 1977 | 19 ottobre 2011   |

## Wonder Woman
- Titolo originale: Wonder Woman vs. Gargantua
- Diretto da: Charles R. Rondeau
- Scritto da: David Ketchum e Tony DiMarco

### Trama
Un gorilla, Gargantua, è sospettato di aver perpetrato un crimine.

## Wonder Woman e Wonder Girl a Hollywood
- Titolo originale: Wonder Woman in Hollywood
- Diretto da: Bruce Bilson
- Scritto da: Jimmy Sangster

### Trama
Wonder Woman e Steve Trevor si recano a Hollywood dove un produttore, con l'accordo del ministero della guerra, vuole girare un film di propaganda con quattro eroi di guerra, tra cui Steve Trevor. In realtà il produttore è in combutta con i nazisti per rapirli. Wonder Girl raggiunge la sorella per assicurarsi che torni nella loro isola in tempo per festeggiare un fondamentale anniversario.